# Булката
„Булката“ (на френски: La Mariée) е картина, нарисувана през 1950 г. от руско-френския художник Марк Шагал. Съхранявана е в частна колекция в Япония.

## Картината
Картините на Шагал често представят млади жени и двойки. В „Булката“ фокусът е върху млада жена с не съвсем обичайно булчинско облекло и букет цветя. Особеност на „Булката“ в сравнение с други картини на Шагал е изборът на цветовете. Художникът явно цели да подчертае образа на жената, която изпъква с червената си рокля и белия воал, на фон от синьо и сиво и привлича вниманието на зрителя. Картината е описвана от Шагал като „ода за младата любов“.
Темата за сватбата е основна в картината, която включва един от характерните елементи за европейските художници през XX век – животни, свирещи на музикални инструменти. 

## Културни препратки
Във филма „Нотинг Хил“ от 1999 г. Джулия Робъртс, в ролята на главната героиня Ана Скот, вижда репродукция на „Булката“ в дома на главния герой, Уилям Такър, чиято роля се изпълнява от Хю Грант. Впоследствие Ана подарява на Уилям оригинала.
В статия за списанието Ентъртейнмънт Уийкли режисьорът Роджър Мичъл споделя, че картината е избрана, защото сценаристът Ричард Къртис е любител на творбите на Шагал и защото „Булката“ представя идеята за „копнеж по нещо изгубено“. Продуцентите поръчват копие от картината за целите на филма, за което се налага първо да получат разрешение от собствениците на оригинала в Япония, както и от британската организация, отговаряща за защитата на авторското право на дизайнерите и художниците. Според продуцента Дънкан Кенуърти, репродукцията е трябвало да бъде унищожена, като съображенията са били, че ако е твърде добро копие на оригинала, би могло впоследствие да създаде проблеми на пазара на изобразително изкуство. В статията се отбелязва също, че „...според някои експерти оригиналното платно може да бъде оценено на между $500 000 и $1 милион“ 